# Ternopilská oblast
Ternopilská oblast (ukrajinsky Тернопільська область, Ternopilska oblasť; nebo též ukrajinsky Тернопільщина / Ternopilščyna) je jednou z nejmenších samosprávných oblastí Ukrajiny. Rozkládá se v západní části země; její jižní část náleží historickému regionu Halič, severní Krem'janeččyna je součástí Volyně. Většina oblasti má pahorkatinný ráz. V současné době zde žije zhruba přibližně 1,02 milionu obyvatel; oblast má největší podíl Ukrajinců a velmi malé zastoupení národnostních menšin. Sídlem správy je historické město Ternopil.
Ternopilská oblast je jedna z nejchudších oblastí Ukrajiny, obyvatelé se živí převážně zemědělstvím a průměrný měsíční výdělek začátkem roku 2022 byl kolem 11 450 hřiven (asi 424 eur, nebo 10 600 Kč).

## Historie
Oblast byla ustavena 4. prosince 1939.

## Oblastní symboly

### Vlajka
Vlajka Ternopilské oblasti je tvořena modrým listem o poměru stran 2:3 s uprostřed umístěným motivem ze štítu oblastního znaku.

## Geografie
Ternopilská oblast se nachází na západě Ukrajiny. Ze severu je ohraničena Rovenskou oblastí, ze západu Lvovskou a Ivanofrankivskou oblastí, z jihu Černovickou oblastí a z východu Chmelnyckou oblastí. Oblast má rozlohu 13 823 km² (2,29 % celkové rozlohy Ukrajiny, 23. místo v rámci země), což je srovnatelné s rozlohou Izraele. Jihovýchodní cíp oblasti patří do historického regionu Podolí (region).

## Obyvatelstvo
K 1. lednu 2022 žilo v oblasti 1 021 713 obyvatel.
Oblast se vyznačuje nízkou mírou urbanizace: z 1,021 milionů osob žilo ve městech jen 471,1 tisíc lidí (46,1 %), zatímco na venkově žilo 550,3 tisíc lidí (53,9 %).
Počet obyvatel v oblasti postupně klesá. Tabulka níže představuje populační vývoj oblasti.
| 1990      | 1991      | 1995      | 2000      | 2005      | 2010      | 2015      | 2020      | 2022      |
| --------- | --------- | --------- | --------- | --------- | --------- | --------- | --------- | --------- |
| 1 171 500 | 1 175 100 | 1 177 700 | 1 156 900 | 1 119 800 | 1 088 900 | 1 069 900 | 1 038 700 | 1 021 700 |

Za rok 2021 se narodilo 7275 dětí, zemřelo však 16 841 lidí, z nichž 39 byly děti ve věku do jednoho roku. Na 100 zemřelých připadalo jen 43 živě narozených. Celkový úbytek obyvatel byl 8849 lidí. Míra kojenecké úmrtnosti tehdy činila 5,4 ‰.
Podle výsledků sčítání lidu v roce 2001 žilo v oblasti 97,8 % Ukrajinců, 1,2 % Rusů. 98,3 % všech obyvatel považovalo ukrajinštinu za rodný jazyk, 1,2 % považovalo za svou mateřštinu ruštinu.

## Rajóny
| Rajón                                    | Sídlo    | Počet obyvatel (2021) |
| ---------------------------------------- | -------- | --------------------- |
| Čortkivský rajón (Чортківський район)    | Čortkiv  | 328 362               |
| Kremenecký rajón (Кременецький район)    | Kremenec | 140 900               |
| Ternopilský rajón (Тернопільський район) | Ternopil | 565 037               |

Dnes je oblast rozdělena do tří rajónů před reformou v roce 2020 se v oblasti nacházelo 17 rajónů. Oblast obsahuje 18 měst, 17 sídel městského typu a okolo tisíc vesnic.

## Přehled měst
Následující tabulka podává přehled všech měst a větších sídel městského typu (označena kurzívou).
| Město           | Ukrajinský název       | Ruský název  | Polský název  | Obyvatelstvo 1. 1. 2022 |
| --------------- | ---------------------- | ------------ | ------------- | ----------------------- |
| Ternopil        | Тернопіль              | Тернополь    | Tarnopol      | 225 004                 |
| Čortkiv         | Чортків                | Чортков      | Czortków      | 28 279                  |
| Kremenec        | Кременець (Крем'янець) | Кременец     | Krzemieniec   | 20 476                  |
| Berežany        | Бережани               | Бережаны     | Brzeżany      | 17 139                  |
| Zbaraž          | Збараж                 | Збараж       | Zbaraż        | 13 346                  |
| Terebovlja      | Теребовля              | Теребовля    | Trembowla     | 13 226                  |
| Bučač           | Бучач                  | Бучач        | Buczacz       | 12 171                  |
| Borščiv         | Борщів                 | Борщев       | Borszczów     | 10 632                  |
| Zališčyky       | Заліщики               | Залещики     | Zaleszczyki   | 8 928                   |
| Kozova          | Козова                 | Козова       | Kozowa        | 8 750                   |
| Lanivci         | Ланівці                | Лановцы      | Łanowce       | 8 215                   |
| Pidvoločysk     | Підволочиськ           | Подволочиск  | Podwołoczyska | 7 632                   |
| Počajiv         | Почаїв                 | Почаев       | Poczajów      | 7 633                   |
| Chorostkiv      | Хоростків              | Хоростков    | Chorostków    | 6 652                   |
| Zboriv (Zborov) | Зборів                 | Зборов       | Zborów        | 6 621                   |
| Kopyčynci       | Копичинці              | Копычинцы    | Kopyczyńce    | 6 502                   |
| Monastyryska    | Монастириська          | Монастыриска | Monasterzyska | 5 380                   |
| Šumsk           | Шумськ                 | Шумск        | Szumsk        | 5 300                   |
| Skalat          | Скалат                 | Скалат       | Skałat        | 3 739                   |
| Pidhajci        | Підгайці               | Подгайцы     | Podhajce      | 2 609                   |